# Michael's Birthday
"Michael's Birthday" é o décimo nono episódio da segunda temporada da série de televisão estadunidense The Office, o vigésimo quinto no geral. Foi escrito por Gene Stupnitsky e Lee Eisenberg, dirigido por Ken Whittingham e exibido pela primeira vez em 30 de março de 2006 nos Estados Unidos, pela NBC. Teve como convidada especial Nancy Carell como Carol Stills.
A série retrata a vida cotidiana dos funcionários na filial da empresa de papel Dunder Mifflin em Scranton.  Nesse episódio, Michael Scott (Steve Carell) fica desapontado quando apenas Dwight Schrute (Rainn Wilson) comemora seu aniversário. Enquanto isso, Kevin Malone (Brian Baumgartner) passa o dia esperando para descobrir se tem câncer de pele.
As cenas de patinação no gelo foram filmadas em uma pista de verdade; o ambiente foi escolhido em decorrência das habilidades de Carell no hóquei. Fischer também aprendeu a patinar em preparação para o filme Blades of Glory, mas os roteiristas decidiram que não havia razão para Pam ser uma boa patinadora, então ela recebe o apoio de Jim. "Michael's Birthday" foi assistido por 7,8 milhões de espectadores e recebeu críticas positivas.

## Sinopse
Michael Scott está animado para celebrar seu aniversário, mas apenas Dwight Schrute está focado na comemoração. Para realizar uma festa perfeita, ele e Angela Martin discutem e, apesar do uso de metáforas, seu relacionamento secreto é descoberto por Ryan Howard, que ouve tudo. Os demais funcionários estão preocupados com Kevin Malone, que está aguardando os resultados de seu exame de câncer de pele. Para animá-lo, Pam Beesly e Jim Halpert saem furtivamente para comprar presentes. Quando o gerente regional descobre a situação, ele lamenta, mas fica amargurado porque sua celebração foi arruinada.
Em uma tentativa de fazer Kevin se sentir melhor, Michael leva a equipe para patinar no gelo. Na pista, ele encontra sua corretora imobiliária Carol Stills e brinca com os dois filhos dela. Kevin recebe uma ligação com a notícia de que o resultado da triagem deu "negativo", para o alívio de todos, exceto Michael, que reage pela primeira vez com preocupação genuína acreditando que o termo confirmaria o câncer. Depois de fazerem brincadeiras na loja, Pam e Jim retornam e presentes são distribuídos para Kevin e Michael. Ela diz para câmera que "foi um bom dia" e parece lutar para encontrar uma motivação. A equipe do documentário intercala o trecho com cenas dela rindo com Jim.

## Produção

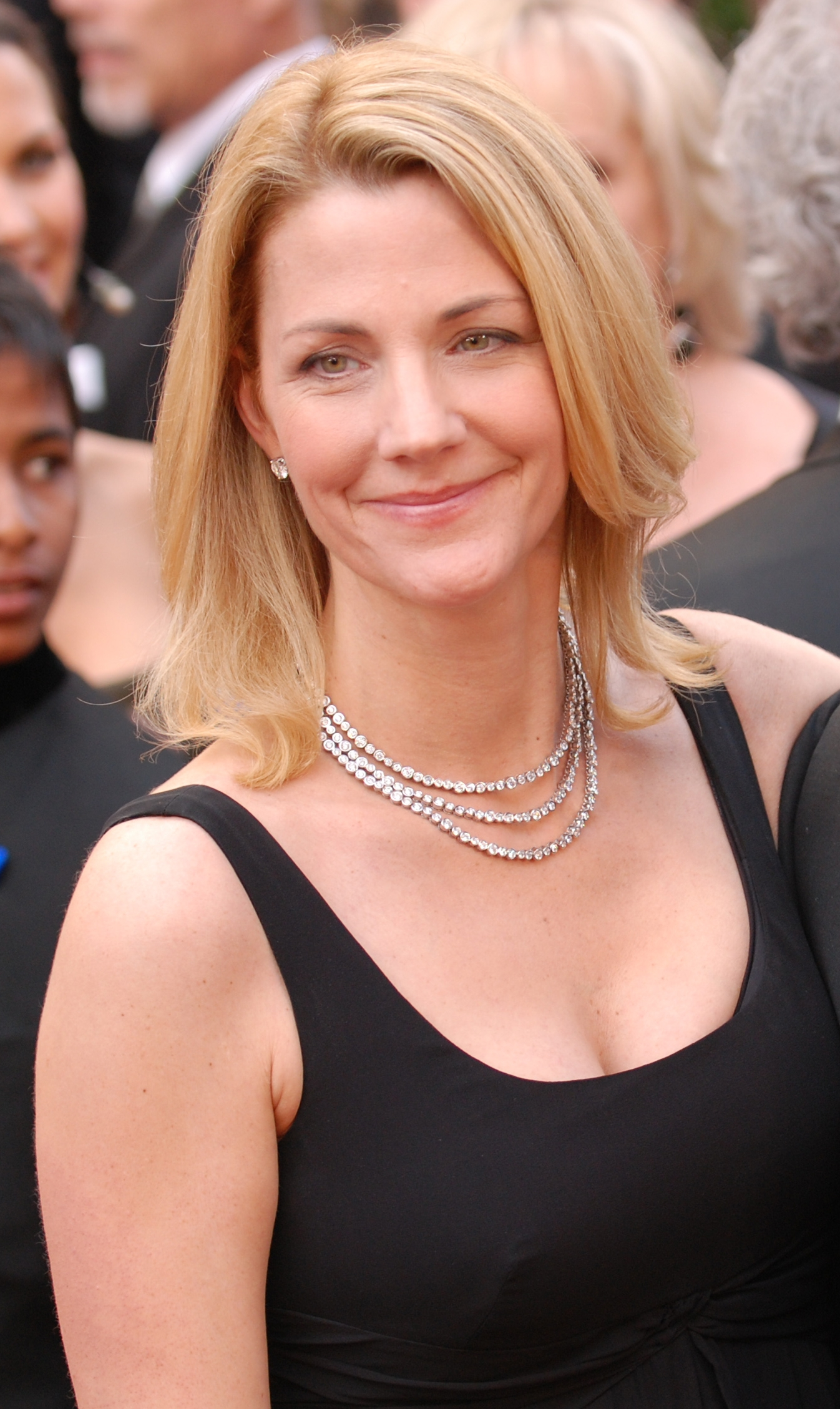
Nancy Carell fez sua segunda aparição na série

Esse foi o segundo episódio dirigido por Ken Whittingham, que já havia dirigido "Health Care da primeira temporada. "Michael's Birthday" foi escrito por Gene Stupnitsky e Lee Eisenberg. Os dois já haviam escrito "The Fight" e "The Secret".
Os trechos de patinação no gelo foram filmadas em uma pista real. De acordo com Jenna Fischer, Steve Carell costumava jogar hóquei e os escritores estavam procurando uma motivação para usar suas habilidades em um episódio. Ela também aprendeu a patinar em preparação para o filme Blades of Glory, mas os roteiristas decidiram que não havia razão para Pam ser uma boa patinadora, então a personagem recebe o apoio de Jim Halpert. Nancy Walls, que é ex-integrante do Saturday Night Live e casada com Carell, interpreta Carol Stills pela segunda vez. Nos momentos finais da exibição, Michael diz a Pam para ter cuidado com o câncer de mama. Essa é a terceira piada que Stupnitsky e Eisenberg escreveram sobre o corpo da recepcionista. Antes da transmissão, Fischer disse brincando que "meus seios desempenham um papel central em uma das cenas desta noite". Ela também observou que, devido à ligeira ênfase que estavam recebendo, muitos fãs na internet questionaram se a atriz tinha implantes mamários. Fischer negou os rumores, mas afirmou que estava "lisonjeada".
O DVD da segunda temporada contém várias cenas deletadas deste episódio. Momentos notáveis incluem Dwight explicando suas tarefas no aniversário de Michael, Ryan ajudando o gerente regional a encher balões em sua sala e apresentando uma pesquisa sobre câncer de pele.